# ДЮСШ-11
ДЮСШ-11 команда в стране Украине городе Одесса,лучшая команда Одессы которая выиграли 5 лиг чемпионов, также там играют игроки такие как Максим Карпов,Саша Пясецкий, Алексей Жаренов, Илья Сторож, Никита Цой, и величайшие Игроки Назим Исмаилов и Назар Панчев